# Попов, Борис Петрович

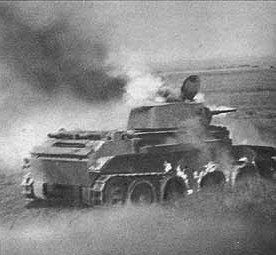
Подбитый советский танк БТ-7. Июнь 1941 года

Борис Петрович Попов (1903—1941) — советский военный. Участник Великой Отечественной войны. Герой Советского Союза (1941, посмертно). Майор.

## Биография
Борис Петрович Попов родился 21 мая 1903 года в селе Рассказово Тамбовского уезда Тамбовской губернии Российской империи (ныне город, районный центр Тамбовской области России) в крестьянской семье. Русский. После смерти отца он с матерью переехал в уездный город Усмань Тамбовской губернии. Окончил 6 классов средней школы. До призыва на военную службу жил в селе Сторожевские Хутора Усманского уезда Воронежской губернии. Работал в колхозе «Родник».
В ряды Рабоче-крестьянской Красной армии Б. П. Попов был призван в 1925 году. Служил в Ленинградском военном округе. Во время срочной службы Борис Петрович решил связать свою жизнь с армией и был направлен в школу средних командиров, по окончании которой служил командиром взвода, затем командиром роты в 32-м стрелковом полку. В начале тридцатых годов бурными темпами происходило становление механизированных войск. Для управления этими соединениями РККА нужны были грамотные специалисты. В 1932 году Б. П. Попов окончил Ленинградские бронетанковые курсы усовершенствования командного состава Красной Армии. Службу продолжил в танковых частях Ленинградского военного округа. Был начальником штаба и командиром танкового батальона. В феврале 1941 года майор Б. П. Попов получил назначение на должность заместителя командира по строевой части 55-го танкового полка 28-й танковой дивизии 12-го механизированного корпуса Прибалтийского военного округа. Перед войной полк дислоцировался в Риге.
Ещё до начала Великой Отечественной войны 18 июня 1941 года по приказу командующего 12-м механизированным корпусом генерал-майора Н. М. Шестопалова началось выдвижение частей корпуса к государственной границе СССР. 20 июня 1941 года корпус был включён в состав 8-й армии и занял позиции в лесном массиве в 20 километрах севернее Шяуляя. 22 июня 1941 года началась Великая Отечественная война. В тот же день Прибалтийский особый военный округ был преобразован в Северо-Западный фронт. Командованием фронта было принято решение о нанесении встречного контрудара по частям противника, продвигавшимся по Шяуляйскому шоссе, силами 12-го и 3-го механизированных корпусов и 10-го стрелкового корпуса. Перед 28-й танковой дивизией полковника И. Д. Черняховского была поставлена задача выдвинуться на рубеж Варняй — Ужвентис и утром 23 июня 1941 года атаковать противника в районе Таураге. Сражение с моторизованными частями вермахта произошло 23 июня 1941 года у литовской деревни Кальтиненай. Согласно плану командира дивизии удар по противнику наносился силами передового 55-го танкового полка. При этом 23 танка под командованием командира полка майора С. Ф. Онищука должны были атаковать неприятеля во фронт, а авангард полка в составе 17 танков под командованием заместителя командира полка майора Б. П. Попова — с фланга.
Танки майора С. Ф. Онищука сходу ворвались в расположение немецких войск, рассеяв и частично уничтожив около роты мотопехоты. Немцы бросили в бой танки T-IV и артиллерию, но в это время неожиданным ударом с фланга и тыла немецкие позиции атаковала группа майора Б. П. Попова. БТ-7 Бориса Петровича шёл впереди группы, и сходу ворвавшись в боевые порядки немцев, огнём орудия и гусеницами уничтожил 4 вражеские пушки и до взвода пехоты. В ходе ожесточённого боя танк Попова был подбит из противотанкового орудия и загорелся. Приказав экипажу покинуть горящую машину, Борис Петрович продолжал вести огонь по противнику до тех пор, пока весь танк не был объят пламенем. Майор Попов уничтожил ещё одно артиллерийское орудие, но при попытке покинуть машину он был убит. Тело его сгорело вместе с танком, который остался на поле боя. Место захоронения останков Б. П. Попова неизвестно.
Атака группы майора Б. П. Попова во многом определила исход сражения. Части 28-й танковой дивизии в этом бою отбросили врага на 5 километров, уничтожив 14 танков, 20 орудий и до батальона пехоты. 
Отдельным Указом Президиума Верховного Совета СССР «О присвоении звания Героя Советского Союза майору Попову Б. П.» от 25 июля 1941 года за «образцовое выполнение боевых заданий командования на фронте борьбы с германским фашизмом и проявленные при этом отвагу и геройство» было присвоено звание Героя Советского Союза посмертно.

## Награды
- Медаль «Золотая Звезда» (25 июля 1941, посмертно) — за образцовое выполнение боевых заданий командования на фронте борьбы с германским фашизмом и проявленные при этом отвагу и геройство
- орден Ленина (25 июля 1941, посмертно) — за образцовое выполнение боевых заданий Командования на фронте борьбы с германским фашизмом

## Память

Памятник Героям Великой Отечественной войны на площади Героев в Липецке

- Имя Героя Советского Союза Б. П. Попова увековечено на мемориальном комплексе «Мир» на площади Героев в городе Липецке.

## Документы
- Общедоступный электронный банк документов «Подвиг Народа в Великой Отечественной войне 1941—1945 гг.» Дата обращения: 16 ноября 2012. Архивировано из оригинала 13 марта 2012 года.

Представление к званию Героя Советского Союза и указ ПВС СССР о присвоении звания. Дата обращения: 16 ноября 2012. Архивировано 8 января 2013 года.
- Обобщенный банк данных «Мемориал». Дата обращения: 16 ноября 2012. Архивировано из оригинала 10 мая 2012 года.

ЦАМО, ф. 58, оп. 818884, д. 33. Дата обращения: 16 ноября 2012. Архивировано 8 января 2013 года.
ЦАМО, ф. 33, оп. 11458, д. 11.
ЦАМО, ф. 33, оп. 11458, д. 6.
ЦАМО, ф. 33, оп. 11458, д. 7.
ЦАМО, ф. 58, оп. 818884, д. 4. Дата обращения: 16 ноября 2012. Архивировано 8 января 2013 года.
ЦАМО, ф. 33, оп. 11458, д. 2. Дата обращения: 16 ноября 2012. Архивировано 8 января 2013 года.